# Олоферн

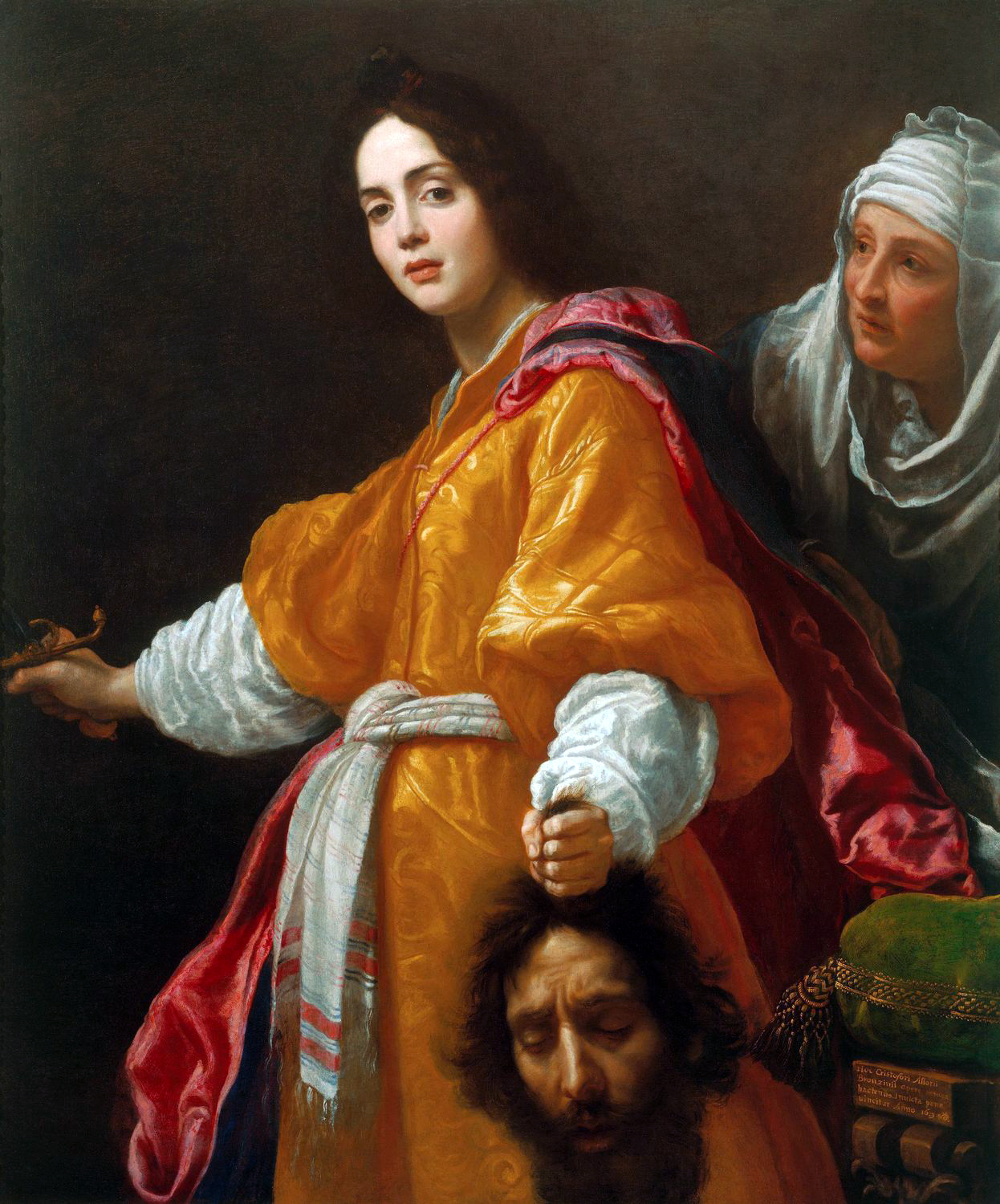
Юдиф з головою Олоферна, Крістофано Аллорі, 1613

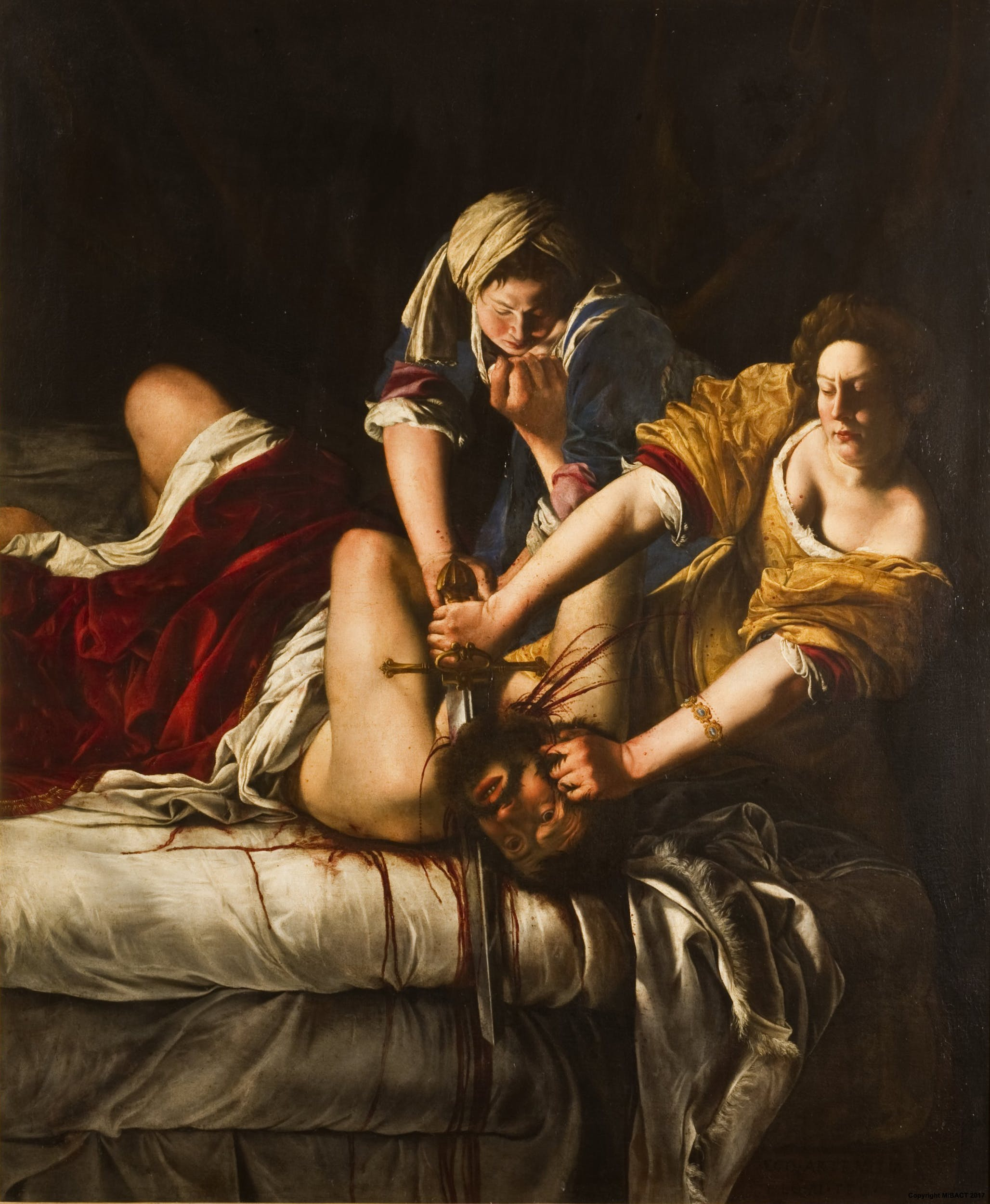
Артемізії Джентілескі «Юдита вбиває Олоферна», 1614–1620

Олоферн (дав.-гр. Ὀλοφέρνης ; івр. הולופרנס) - ассирійський полководець, якого вбила єврейська вдова Юдиф, що увійшла до табору Олоферна і обезголовила його, коли той був занадто п’яний.

## Біблійна версія
Олоферн був відправлений Навуходоносором, аби помститися Ізраїлю, який відмовився допомогти вавилонському цареві у війні. Зайнявши усі території вздовж узбережжя, Олоферн знищив будь-яке поклоніння іншим богам, крім Навуходоносора. Ахіор, лідер аммонітян, застеріг Олоферна від нападу на єврейський народ, проте той взяв в облогу місто Бетулія, яке зазвичай вважається Меселією. Місто мало не впало перед армією агресорів, адже наступ Олоферна припинив постачання води до Ветулії і її народ заохочував своїх правителів пристати на вимоги Олоферна. Лідери, у відповідь, пообіцяли здатися, якщо протягом п’яти днів не надійде допомога.  Врятувала Ветулію Юдиф, єврейська вдова, яка увійшла в табір Олоферна, спокусила його і напоїла, а потім відрубала голову. Згодом Юдиф повернулася до Вітулії з відрубаною головою Олоферна, що допомогло розгромити вороже військо.

## Інші версії
Єврейські версії історії про Олоферна у «Мегілат Антіох» та «Хроніках Єрахміла» ідентифікують його як Ніканора. Грецька версія використовувала «Олоферн» як навмисно загадковий замінник, аналогічно використавши «Навуходоносор» для Антіоха.

## У культурі
Олоферн зображений у «Повісті ченця» Джефрі Чосера, у «Кентерберійських оповідках» і у « Чистилищі » Данте (де Олоферн можна знайти на Терасі гордості як приклад «поваленої гордості», XII.58–60). Як сюжет художника, він пропонує можливість протиставити плоть і коштовності красивої, святково одягненої жінки з жахливою головою жертви, дейтероканонічну паралель до послідовності Яїл в єврейській Біблії, а також новозавітній віньєтці Саломеї з головою Іоана Хрестителя.

## Дивіться також
- Сісера

## Зовнішні посилання
- Вікісховище має мультимедійні дані за темою: Олоферн